# Carcino di Agrigento
Carcino (in greco antico: Καρκίνος?, Karkínos; in latino Carcinus; Agrigento, ... – Siracusa, ...; fl. 380 a.C.-360 a.C. circa) è stato un drammaturgo siceliota.

## Biografia
Figlio di Teodette o Senocle, era nipote di Carcino il Vecchio. È più che probabile che abbia trascorso gran parte della sua vita alla corte di Dionisio II di Siracusa. Questa ipotesi è coerente con la testimonianza cronologica di Suda, secondo cui Carcino, figlio di Senocle, avrebbe operato a Siracusa intorno all'anno 380 a.C.: inoltre, sempre il lessico bizantino afferma che la sua attività si protrasse fino all'inizio del regno di Filippo di Macedonia, che salì al potere nel 356.

## Opere
La Suda lo ritiene autore di 160 tragedie, delle quali si conoscono solo dei titoli. Qualche frammento proviene da nove delle tragedie con titoli mentre altri derivano da drammi non determinati. I titoli testimoniati con sicurezza sono Alope, Achille (Ἀχιλλεύς), Tieste, Semele (Σεμέλη, citato anche come ἀρχή), Anfiarao, Medea, Edipo, Tereo e Oreste.
Per quanto riguarda lo stile delle opere di Carcino, gli antichi parlavano di Καρκίνου ποιήματα  per evocare una poetica oscura. Questa caratteristica è confermata da Ateneo, che parla di oscurità studiata, che avrebbe dato un solo riconoscimento alle tragedie di Carcino. Tuttavia, nei frammenti esistenti, non è presente niente che ricordi questa poetica.
Nel 2004 è stato ritrovato un frammento di papiro con musica composta per la tragedia Medea, identificato come di Carcino perché contiene esattamente una frase citata da Aristotele. Il brano contiene due arie, la prima di Medea, poi di Giasone, separate da un intervento di un terzo personaggio che invita Giasone a uccidere Medea.
L'originalità di questa tragedia è che Medea è vittima di un complotto e non può dimostrare che non è lei ad aver ucciso i suoi figli: si evince, in effetti, che Carcino utilizzò una variante della leggenda di Medea in cui la maga li aveva affidati a qualcuno che poi li aveva uccisi.